# Mavirus
Mavirus ist eine Gattung doppelsträngiger DNA-Viren, die die marine phagotrophische Flagellate Cafeteria roenbergensis in Anwesenheit eines zweiten Virus, des Cafeteria-roenbergensis-Virus (CroV, Spezies Rheavirus sinusmexicani) infiziert.
Mit Stand März 2019 enthält diese Gattung nur eine einzige vom International Committee on Taxonomy of Viruses (ICTV) bestätigte Spezies, das Mavirus cafeteriae (früher Cafeteriavirus-dependent mavirus).
Ein Mavirus ist daher klassifiziert als ein Satellitenvirus, und CroV sein Helfervirus. Da Mavirus die Entwicklung und Vermehrung seines Helfervirus beeinträchtigt, wird es darüber hinaus als ein Virophage (‚Virenfresser’) klassifiziert.
Der Virophage wurde 2016 von Matthias G. Fischer von der University of British Columbia während Untersuchungen von CroV entdeckt.
Maviren können sich in das Genom der Cafeteria-Zellen integrieren, und so deren Populationen zur Immunität gegen CroV verhelfen.
Der Name ist eine Verkürzung von Maverick virus, wovon sich auch die Bezeichnung der Klasse Maveriviricetes im Phylum Preplasmiviricota (vgl. ältere Bezeichnungen Polinton-like viruses, PLVs: Polintoviren und Virophagen).

## Aufbau
Die Virionen (Virusteilchen) von Mavirus sind unbehüllt, ihr Kapsid hat einen Durchmesser von 75 nm mit ikosaedrischer Geometrie (T=27-Symmetrie).
Das Genom ist ein zirkulärer DNA-Doppelstrang mit einer Länge von 19.063 kb.
Es sollte nach den Analysen 20 offene Leserahmen (englisch open reading frames, ORFs) beinhalten. Bei sieben dieser ORFs besteht Homologie zur Gruppe der Polinton (auch Maverick) genannten Familie von Transposons.
Das Genom kodiert u. a. eine retrovirale Integrase, eine ATPase und eine Cystein-Protease.

## Integration ins Wirtsgenom
Zwischen Mavirus und den Polintons scheint eine verwandtschaftliche Beziehung zu bestehen. Mavirus besitzt die zentralen Gene für DNA-Polymerase der Familie B (pPolB) und RVE-Integrase, sowie die Fähigkeit, sich in das Genom seines eukaryontischen Wirts, Cafeteria roenbergensis, zu integrieren, wo er als Antivirus-Abwehrsystem gegen eine Infektion durch das Riesenvirus CroV wirkt. Das Mavirus ist ein echtes Virus mit freien Virionen und sein Hauptkapsidprotein ist eindeutig mit anderen Virophagen verwandt. In seiner integrierten Form im Genom von C. roenbergensis ähnelt es jedoch einem Polinton. Nach Ansicht von Bellas et al. (2021) deutet dies darauf hin, dass sich Virophagen aus Polintons entwickelt haben.

## Systematik
Mavirus ist eine Gattung innerhalb der vom International Committee on Taxonomy of Viruses (ICTV) 2016 eingerichteten Virenfamilie Lavidaviridae.
Inzwischen wurde eine weitere Spezies vorgeschlagen, sie mutmaßlich dieser Gattung zuzuordnen ist, Ace Lake Mavirus (ALM)